# Benedicamus domino
Benedicamus Domino (expresión en latín que significa «Bendigamos al Señor») es un saludo final utilizado en la misa romana, en vez de Ite missa est, en los casos en que no se canta el Gloria (como por ejemplo ocurre durante el periodo de Cuaresma). La respuesta litúrgica, dicha a continuación, es Deo gratias (esto es, «Gracias a Dios»). Se canta también como un versículo al final de todos los oficios. 
En principio, el canto era desconocido en Roma antes del año 1000, y pudo haberse originado en el Rito galicano. En los libros de cánticos modernos, la música que se le adjudica es exactamente la misma que para el Ite missa est, aunque se desconoce si esto era también así en el periodo medieval.
El texto era frecuentemente tropado, en especial añadiéndole texto entre las dos palabras o usando la melodía como cantus firmus para un órgano. El uso de este canto como tono recitativo era común en la Escuela de San Marcial de Limoges y en la Escuela de Notre Dame de polifonía, además de en una docena de sitios en el Magnus Liber.
Durante las reformas litúrgicas de los Papas Pío XII (1938–1958) y Juan XXIII (1958–1963), el uso del Benedicamus Domino fue restringido. Hacia 1963, solo se recitaba o cantaba cuando inmediatamente después de la misa había una procesión. Es poco escuchado en países anglosajones, en tanto que las procesiones no son frecuentes. Por otro lado, se sigue usando en la Liturgia de las Horas.
Los luteranos continúan usándolo en esta misma liturgia y al final de la suya propia.